# Els Serrats (Hortoneda)
Els Serrats és un paratge del terme municipal de Conca de Dalt, a l'antic terme d'Hortoneda de la Conca), al Pallars Jussà. És en territori del poble d'Hortoneda.
Està situat al nord-oest d'Hortoneda, al nord dels Horts de la Font del Cabrer i a ponent de l'Horta d'Hortoneda, a llevant del Prat del Bedoll. Travessa aquesta partida el Camí de l'Horta.